# Kobuk.at
Kobuk.at ist ein österreichisches Watchblog, das Fehler, Schleichwerbung und Kampagnenjournalismus in österreichischen Medien aufdeckt. Herausgeben wird Kobuk vom gemeinnützigen „Verein für kritischen Medienkonsum“. Die meisten Artikel entstehen im Rahmen der Lehrveranstaltung des Journalisten Yilmaz Gülüm am Institut für Journalismus der FH Wien, mit der Kobuk eng kooperiert. Gegründet wurde Kobuk.at 2010 vom Blogger und damaligen Lehrbeauftragten der Universität Wien Helge Fahrnberger. Neben Studierenden publizieren auf Kobuk auch ständige Autoren wie der Blogger Hans Kirchmeyr.

## Wesentliche Fälle
Die Watchblogger von Kobuk wiesen beispielsweise nach, wie Kronen Zeitung und ORF in ihrer Berichterstattung über ein Tierschutzthema aus der Ukraine älteres Bildmaterial aus anderen Ländern verwendeten, ohne dieses zu deklarieren. Weiters wurde auf Kobuk aufgezeigt, wie auf Spiegel Online eine unzutreffende Geschichte über angeblich 20.000 in Irland im Zuge der Finanzkrise umherirrende Pferde erschien, die in der Folge ungeprüft von einer Vielzahl deutschsprachiger Medien übernommen wurde.
Im Jahr 2015 dokumentierte Kobuk die Monate dauernde Kampagne der Salzburg-Ausgabe der Kronen Zeitung gegen eine Raumplanungsänderung, die den weiteren Ausbau von Einkaufszentren verhinderte, was jedoch nicht im Interesse eines der größten Anzeigenkunden der Zeitung war. 2013 machte Kobuk öffentlich, wie ein kritischer Artikel über den Raiffeisen-Konzern nach einer Intervention des Verlagsleiters innerhalb weniger Stunden nach Veröffentlichung von News.at verschwand. Der Raiffeisen-Konzern besitzt Anteile an der News-Verlagsgruppe. Auch zeigte Kobuk, wie das Geburtsdatum von Eva Dichand, der Herausgeberin von Heute, in ihrem Wikipedia-Artikel unter Angabe eines falschen, auf Heute.at hochgeladenen Lebenslaufes um zwei Jahre jünger als zutreffend angegeben wurde.
Im Mai 2017 wurde auf Kobuk.at eine umfangreiche Dokumentation veröffentlicht, wie österreichische Tageszeitungen die subtilen PR-Bilder von Bundeskanzler Kern und Außenminister Kurz unreflektiert übernahmen. Peter Filzmaier schrieb dazu in der Kronen Zeitung: „Die Kobuk-Medienbeobachter zeigen, wie die Beraterteams sorgfältig ausgewählte Bilder von Kurz und Kern produzieren, die Heldengeschichten transportieren und für Zeitungsleser kaum als Werbebilder erkennbar sind.“

## Gerichtsverfahren
2018 wurde Kobuk-Gründer Helge Fahrnberger vom Boulevard-Journalisten Richard Schmitt für einen Tweet verklagt, in dem Fahrnberger auf einen Kobuk-Artikel verlinkt hatte, der einen Artikel Schmitts zur Wiener Verkehrspolitik in der Kronen Zeitung kritisiert. Im begleitenden Text hatte Fahrnberger geschrieben:

„Wenn Richard Schmitt was schreibt, ist die Wahrscheinlichkeit, dass es nicht stimmt, recht hoch. Wenn's um Verkehr geht, steigt sie gegen 100%.“

Schmitt klagte Fahrnberger daraufhin wegen Ehrenbeleidigung und Kreditschädigung. Fahrnberger (rechtsvertreten durch Maria Windhager) trat den Wahrheitsbeweis an, indem er anhand von 18 Artikeln Schmitts nachwies, dass Schmitt es mit der Wahrheit tatsächlich oft nicht genau nahm. Diese Beweisführung wurde auch unter dem Titel „Die Akte Richard Schmitt“ auf Kobuk veröffentlicht. Das Gericht wies im August 2020 Schmitts Klage ab und begründete dies unter anderem damit, der Tweet sei „Kritik an der tendenziösen Art der Publikationen des Klägers – die sich auch aus dem festgestellten Sachverhalt ohne Weiteres ableiten lässt – und damit als Werturteil zu sehen, das sich einer zulässigen stilistischen Übertreibung bedient“. Das Oberlandesgericht Wien bestätigte das Urteil in zweiter Instanz. Fahrnberger spendete die für den Prozess gesammelten Spenden in der Höhe von €12.600 in der Folge an Reporter ohne Grenzen.
2013 kündigte auch Verleger Wolfgang Fellner an, Kobuk zu klagen, brachte jedoch dann keine Klage ein. Ein Jungjournalist hatte auf Kobuk von einer Ausbildungsveranstaltung in der Redaktion von Österreich berichtet, im Rahmen derer Fellner Äußerungen wie „Den Leuten von der Heute müsst’s am Besten in die Goschn hauen!“ getätigt haben soll.

## Rezeption
Armin Thurnher bezeichnete Kobuk als „Beispiel musterhafter Aufklärung im Netz“. Der WIENER schrieb über Kobuk „Was den Deutschen ihr BILDblog, ist den Österreichern KOBUK. Ein Stück selbstorganisierte Medienkontrolle. Weil man sich als Leser nicht alles gefallen lassen darf.“ Der damalige Chefredakteur der Salzburg-Krone erklärte gegenüber der APA, mit Kritik von Kobuk konfrontiert: „Was die Plattform Kuckuck oder Kukuk oder so ähnlich bringt, interessiert mich gar nicht.“

## Auszeichnungen
- 2010 Blog des Jahres, FM4[23]
- 2011 Blog des Jahres, FM4[24]
- 2011 A1 Open Society Award[25]
- 2014 Journalist des Jahres in der Kategorie „Aufgefallen“ (für Helge Fahrnberger, für die Arbeit an Kobuk)[26]

## Trivia
Der Name Kobuk.at ist eine Hommage an Helmut Qualtingers Medienstreich Kobuk.